# Sahar Trabelsi
Pour les articles homonymes, voir Trabelsi.
Sahar Trabelsi, née le 21 juin 1993, est une judokate tunisienne.

## Carrière
Sahar Trabelsi évolue dans la catégorie des plus de 78 kg. Elle est médaillée d'argent aux championnats d'Afrique de judo en 2013 à Maputo et en 2017 à Antananarivo, et médaillée de bronze en 2014 à Port-Louis.
Elle est également médaillée d'argent aux Jeux de la Francophonie de 2013 à Nice et médaillée de bronze aux Jeux africains de 2015 à Brazzaville.
Elle est sacrée championne de Tunisie toutes catégories en 2011.